# Bandera de Langreo
La bandera de Langreo (Asturias), es rectangular de dimensiones 2:3. Al igual que el escudo de Langreo, su bandera es cortada y medio partida. La parte superior es de color azul, mientras en la parte inferior, la partición al asta es verde y al batiente, blanca. Sigue la colocación de colores del escudo. En el centro de la bandera, podemos ver el escudo del concejo.
- Datos: Q5718620